# Compagnie de transport aérien
Die Compagnie de transport aérien (CTA) war eine schweizerische Fluggesellschaft mit Sitz in Meyrin im Kanton Genf. Sie wurde von der Swissair 1978 als Auffanggesellschaft und aus der Konkursmasse der S.A. de Transport Aérien (SATA) gegründet.
Am 1. Januar 1993 fusionierte die CTA mit der Balair zur BalairCTA.

## Streckennetz
Als Charterfluggesellschaft flog die CTA ab Zürich und Genf Ziele in Nordafrika, im Mittelmeerraum, der Türkei, Griechenland und den Kanarischen Inseln an. In der Hochsaison wurden zusätzliche Flugzeuge gechartert, vor allem von der damaligen Swissair.

## Flotte
Von SATA wurden drei Flugzeuge des Typs Sud Aviation Caravelle 10 B3 übernommen, eine vierte Maschine stiess 1980 zur Flotte.